# 戸部満寿夫
戸部 満壽夫（とべ ますお、1929年（昭和4年）2月15日 - 2008年（平成19年）11月23日）は、厚生労働省厚生技官・研究者、専門は薬理学、毒性学。AF-2の毒性評価などの研究がある。医学博士
群馬県吾妻郡嬬恋村に出生。胃癌のため逝去、享年79。

## 略歴
- 1954年（昭和29年） - 前橋医科大学（現・群馬大学医学部）卒
- 1963年（昭和63年） - 日本医科大学講師
- 1964年（昭和39年） - 国立衛生試験所毒性部室長
- 1976年（昭和51年） - 国立衛生試験所毒性部部長
- 1987年（昭和62年） - 国立衛生試験所安全性生物試験研究センター長

## 主な役職
中央薬事審議会、中央公害対策審議会審議会、生活環境審議会委員などを歴任

## 関連資料
- 「国立衛生試験所百年史」、国立衛生試験所、昭和50年(1975)
- 「国立医薬品食品衛生研究所　創立130周年記念講演会概要集」、国立医薬品食品衛生研究所、平成16年(2004)
- 「国立医薬品食品衛生研究所安全性生物試験研究センター　創立30周年記念講演会概要集」、国立医薬品食品衛生研究所、」平成20年(2008)
- 「二十世紀食品添加物史」、社団法人日本食品衛生協会、平成22年(2010)